# Мегеб
Меге́б (дарг. Мия МехӀвела) — село в Гунибском районе Республики Дагестан.
Образует сельское поселение «село Мегеб», как единственный населённый пункт в его составе.

## Географическое положение
Расположено в 27 км к юго-востоку от села Гуниб, в долине реки Шарубс, у подножья хребта Залталу. 

## История
Предания связывают происхождение села с переселением нескольких джамаатов из селения Муги Акушинского района в 1396 году. При этом, данному преданию противоречит тот факт, что мегебский и мугинский языковые идиомы совершенно разные. Мегебский близок к кадарскому и мекегинско-мюрегинско-губденской группе идиомов.

## Население
| 1888 | 1895 | 1926 | 1939  | 1970  | 1989  | 2002  |
| ---- | ---- | ---- | ----- | ----- | ----- | ----- |
| 727  | ↗762 | ↘710 | ↗776  | ↘733  | ↗782  | ↗845  |
| 2010 | 2012 | 2013 | 2014  | 2015  | 2016  | 2017  |
| ↘700 | ↘699 | ↗700 | ↗702  | ↗710  | ↘709  | ↗724  |
| 2018 | 2019 | 2020 | 2021  | 2023  | 2024  | 2025  |
| →724 | ↗733 | ↘729 | ↗1016 | ↘1010 | ↗1014 | ↘1011 |

Национальный состав
По результатам Всероссийской переписи населения 2021 года:
| Народ    | Численность, чел. | Доля от всего населения, % |
| -------- | ----------------- | -------------------------- |
| даргинцы | 908               | 89,37 %                    |
| аварцы   | 104               | 10,24 %                    |
| другие   | 4                 | 0,39 %                     |
| всего    | 1016              | 100 %                      |

В селе преимущественно проживают даргинцы, говорящие на мегебском языке, который входит в северную группу даргинских языков. Из-за расположения села в преимущественно аварском Гунибском районе, мегебцы в школе изучают также аварский литературный язык.

## Известные уроженцы
- Дамадан Мегебский — богослов, медик, астроном, химик, физик, математик.
- Гамзатов, Магомед Юсупович — Герой Советского Союза.
- Гаджиев, Магомет Имадутдинович — известный подводник, Герой Советского Союза.
- Гаджиев, Булач Имадутдинович — народный учитель СССР, заслуженный учитель Дагестана и РСФСР.
- Гаджиев, Альберт Имадутдинович — советский флотоводец, контр-адмирал.
- Алиев, Булат Алиевич — Герой Социалистического труда.
- Магомедов, Абдурашид Магомедович — Герой Социалистического труда.